# Осми артилерийски полк
Осми артилерийски полк е български артилерийски полк, формиран през 1904 година, взел участие в Балканската (1912 – 1913), Междусъюзническата (1913) и Първата световна война (1915 – 1918).

## Формиране
Осми артилерийски полк е формиран на 13 януари 1904 година в Пловдив, съгласно указ № 85 от 1903. Състои се от три артилерийски отделения, две от 3-ти артилерийски полк и едно от 6-и артилерийски полк. Влиза в състава на 8-а пехотна тунджанска дивизия. От 9 юни 1904 година е на постоянен гарнизон в Стара Загора.

## Балкански войни (1912 – 1913)
През Балканската война (1912 – 1913) полкът се развръща в 8-и полски скорострелен артилерийски полк, 8-и нескорострелен артилерийски полк, 2-ро гаубично отделение, паркова и допълваща батарея, влиза в състава на 8-а пехотна тунджанска дивизия (2-ра армия) и е под командването на полковник Кръстьо Бъчваров. Демобилизиран е през август 1913 година.

### Осми нескорострелен артилерийски полк
Осми нескорострелен артилерийски полк е формиран в Стара Загора на 12 септември 1912 година и се състои от щаб, две артилерийски отделния, един нестроеви и два паркови взвода. Влиза в състава на 8-а пехотна тунджанска дивизия и се командва от подполковник Стефан Николов. Демобилизиран и разформиран е след края на Междусъюзничекста война (1913) на 21 август 1913 година.

## Първа световна война (1915 – 1918)
През Първата световна война (1915 – 1918) 8-и артилерийски полк е отново мобилизиран в състава на 8-а пехотна тунджанска дивизия (2-ра армия), като формира 8-а артилерийска бригада, 8-и артилерийски полк, 18-и артилерийски полк, 8-о нескорострелно отделение и 8-а допълваща батарея.
При намесата на България във войната полкът разполага със следния числен състав, добитък, обоз и въоръжение:
| Числен състав                                       | Добитък    | Обоз                                          | Въоръжение                       |
| --------------------------------------------------- | ---------- | --------------------------------------------- | -------------------------------- |
| Офицери: 35 Чиновници: 2 Подофицери и войници: 1798 | Коне: 1332 | Обикновени коли: 69 Товарни: 245 Специални: 2 | Пушки и карабини: 212 Оръдия: 34 |

### Командване и състав
През Първата световна война (1915 – 1918) артилерията на 8-а дивизия има следното командване и състав:.
- Командир на 8-а артилерийска бригада – полковник Димитър Русчев
- Командир на 8-и артилерийски полк – подполковник Иван Ватев
- Командир на 18-и артилерийски полк – подполковник Константин Венедиков

Полкът е демобилизиран на 21 октомври 1918 година в Стара Загора, а на основание заповед № 475 от 1919 година на командира на 3-та пехотна балсканска дивизия на 5 септември 1919 година полкът е разформиран, като кадрите и материалната част се придават на 6-и артилерийски полк.

## Втора световна война (1941 – 1945)
Осми артилерийски полк е мобилизиран на 23 декември 1941 г. и изпратен на границата, от където се завръща на 16 юли 1941 г. и е демобилизиран. На 12 май 1942 г. отново е мобилиизран във военновременния си състав с изключение на 8-а батарея, която остава в мирновременния гарнизон. През март и април 1943 г. преследва партизани в района на Чирпанска, Старозагорска и Казанлъшка околия. 

## Наименования
През годините полкът носи различни имена според претърпените реорганизации:
- Осми артилерийски полк (13 януари 1904 – септември 1912)
- Осми скорострелен артилерийски полк (септември 1912 – август 1913)
- Осми артилерийски полк (август 1913 – 5 септември 1919)

## Командири
Званията са към датата на заемане на длъжността.
| №  | звание       | име              | дати                     |
| -- | ------------ | ---------------- | ------------------------ |
| 1. | Подполковник | Кръстьо Бъчваров | от 12 януари 1904        |
| 2. | Полковник    | Димитър Русчев   | 1914 – септември 1915    |
| 3. | Подполковник | Иван Ватев       | от септември 1915 – 1918 |
| 4. | Подполковник | Христо Кирков    | Първа световна война     |